# Jostedalsbreen
Jostedalsbreen ali ledenik Jostedal (norveško) je največji ledenik v celinski Evropi. Je v okrožju Vestland na zahodu Norveške in se steka v Nordfjord in Sognefjord. Jostedalsbreen leži v občinah Luster, Sogndal, Sunnfjord in Stryn. Najvišji vrh na tem območju je Lodalskåpa z višino 2083 metrov.

## Zgodovina
Leta 1906 so delali na pešpoti, ki bi lahko sprejele turiste.
Jostedalsbre ni ostanek zadnje ledene dobe, ampak je nastal šele proti koncu srednjega holocena, ko se je podnebje ohladilo pred približno 5000 leti. Takrat je bil firn okoli 400 m višje kot danes. Hlajenje je omogočilo nastanek ledenikov v regiji. Najhladnejše obdobje je verjetno trajalo od 16. do 19. stoletja. Podnebje je bilo najhladnejše okoli leta 1750 (→ mala ledena doba) in norveški ledeniki so nastali v največji meri v tem obdobju. Od takrat se večina močno krči (→ ledeniški umik od leta 1850).

## Geografija
Jostedalsbreen ima skupno površino 487 kvadratnih kilometrov. Najvišja točka je Høgste Breakulen na 1957 metrih nad srednjo gladino morja. Kraki ledenika segajo v doline, na primer Bøyabreen v Fjærlandu in Nigardsbreen, obe na 300 metrih nadmorske višine. Najdebelejši del ledenika je 600 metrov. Jostedalsbreen je dolg nekaj več kot 60 kilometrov in je del 1310 kvadratnih kilometrov velikega narodnega parka Jostedalsbreen, ki je bil ustanovljen leta 1991. Ledenik pokriva več kot polovico narodnega parka.
Ledenik vzdržuje visoka stopnja sneženja v regiji in ne nizke temperature. To pomeni, da ima ledenik visoke stopnje taljenja. Jostedalsbreen ima približno 50 ledeniških rokavov, kot so Nigardsbreen in Tunsbergdalsbreen v Jostedalu, Briksdalsbreen pri Oldenu, Bøyabreen pri Fjærlandu, Kjenndalsbreen, Tindefjellbreen pri Loenu in Austerdalsbreen.
Leta 2012 je ledeniški krak Briksdalsbreen v nekaj mesecih izgubil 50 metrov ledu. Novejše meritve zdaj kažejo, da se je Briksdalsbreen leta 2006 umaknil za 146 metrov in bi lahko bil v nevarnosti, da se odcepi od zgornjega ledenega polja. Ledno plezanje je bilo zaradi tega dogodka prekinjeno.

### Ledeniški muzeji in narodni park
Obstajajo trije muzeji, Breheimsenteret v Jostetalu, Jostedalsbreen Nasjonalparksenter v Oppstryn (Stryn) in Norsk bremuseum v Fjærlandu.

## Zanimivosti
Leta 1972 je lahko letalo strmoglavilo na planoto Jostedalsbreen, pilot pa je umrl. Letala ni bilo več mogoče rešiti in v naslednjih letih je popolnoma potonilo v sneg in led. Razbitina se ni več pojavila. Strokovnjaki sumijo, da gre za razbitine v Bøyabre.[2]
Vodka Vikingfjord je narejena iz vode iz ledenika.

## Druga literatura
- Dyer, Anthony; Robertson, Ian H.; Baddeley, John (2006). Walks and Scrambles in Norway. United Kingdom: Rockbuy Limited. ISBN 978-1-904466-25-3.
- Slingsby, William Cecil (2003). Norway: the Northern Playground. Rockbuy Limited. ISBN 978-1-904466-07-9.
- Wold, Bjørn; Ryvarden, Leif (1996). Jostedalsbreen, Norway's Largest Glacier. Oslo, Norway: J. W. Cappelens Forlag AS. ISBN 978-82-7683-092-7.